# Johann Natterer
Johann Natterer (Laxenburg, 9 novembre 1787 – Vienna, 17 giugno 1843) è stato un naturalista ed esploratore austriaco.

## Famiglia e gioventù
Johann Natterer nacque il 9 novembre 1787, figlio dello zoologo Joseph Natterer Sr. e di Maria Anna Theresia Schober, figlia di un mastro pasticciere di Laxenburg. Ebbe un fratello (Joseph Natterer, 1776–1852). Joseph Natterer Sr. fu l'ultimo falconiere a cavallo d'Austria. Quando l'imperatore Francesco II sciolse la falconeria (Falknerei) di Laxenburg, acquistò la collezione di Joseph Natterer Sr. In questa collezione erano contenuti numerosi uccelli domestici, mammiferi ed insetti, e Francesco I si dedicò allo sviluppo ed al mantenimento di questa collezione.
La collezione fu portata nel 1794 a Vienna ed unita nel Tiercabinet con la k.k. physikalisch-astronomisches Cabinet e con la Kunstcabinet. La collezione fu resa accessibile al pubblico, nonostante non avesse valore scientifico o didattico. Joseph Natterer Sr. mostrò ad entrambi i figli la collezione e gli insegnò l'arte della caccia. Il primogenito, Joseph, iniziò la carriera come aiutante volontario e la chiuse come primo Kustos, Johann divenne nel 1808 collaboratore volontario.
Johann Natterer frequentò inizialmente una scuola pia; nel 1794 si trasferì in una scuola normale completandovi gli studi superiori (ginnasio). Dal 1802 al 1803 Johann Natterer frequentò l'accademia dei materiali e partecipò a conferenze tenute all'università.

## Esplorazione
Nel 1817 l'imperatore Francesco II finanziò una spedizione in Brasile in occasione del matrimonio tra la figlia Maria Leopoldina ed il principe del Portogallo, Pietro di Alcantara (poi diventato imperatore del Brasile). Natterer fu lo zoologo della spedizione e fu accompagnato da altri naturalisti tra cui Johann Baptist Ritter von Spix e Carl Friedrich Philipp von Martius. Johann Natterer rimase in America Meridionale per 18 anni, fino al 1835, tornando a Vienna con un'ampia collezione di specimen tra cui nuove specie come la lepidosiren paradoxa che consegnò al Gabinetto Imperiale di Scienze Naturali (K.k. Naturaliencabinet), predecessore del Naturhistorisches Museum.
Natterer non pubblicò racconti dei suoi viaggi, ed i suoi appunti furono distrutti assieme al suo diario nell'incendio di Hofburg del 1848 nel corso della rivoluzione di Vienna. La sua collezione di campioni di 60 000 insetti faceva parte del "museo brasiliano" all'interno della "Harrach' house" e si salvò dall'incendio.
Numerosi animali prendono il nome da Johann Natterer, tra cui il tamnofilide di Natterer e il vespertilio di Natterer.